# Avenue André-Rivoire
Pour les articles homonymes, voir Rivoire.
L'avenue André-Rivoire est une voie du 14e arrondissement de Paris située dans le quartier du Parc-de-Montsouris.

## Situation et accès
L'avenue André-Rivoire est desservie à proximité par la ligne 3a du tramway d'Île-de-France à la station Montsouris.

## Origine du nom

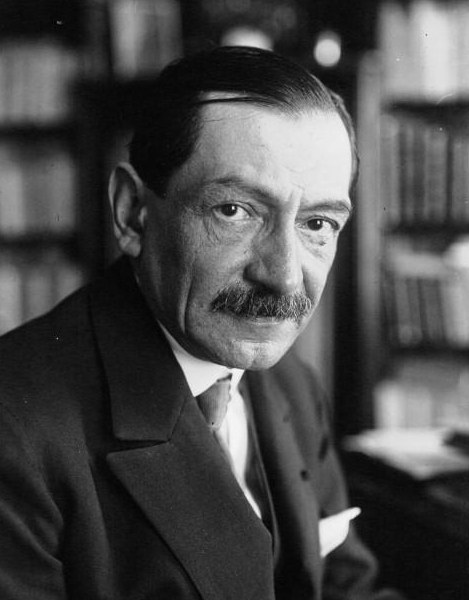
André Rivoire, en 1922.

Elle porte le nom du poète et écrivain André Rivoire (1872-1930).

## Historique
Cette voie est ouverte par la ville de Paris vers 1930 sur l'emplacement des bastions nos 81 et 82 des fortifications de l'enceinte de Thiers, et prend sa dénomination par arrêté du 11 janvier 1932.
Elle est restructurée dans sa partie finale en 1960, lors de la création du boulevard périphérique de Paris, et se termine dès lors en impasse. Elle est désormais reliée à l'avenue Lucien-Descaves par un souterrain passant sous le périphérique.

## Bâtiments remarquables et lieux de mémoire
- L'avenue longe la Cité internationale universitaire de Paris.